# Lincoln McIlravy
Lincoln Paul McIlravy (ur. 17 czerwca 1974) – amerykański zapaśnik w stylu wolnym. Brązowy medalista z Sydney 2000 w wadze do 69 kg. Srebrny i brązowy medal na mistrzostwach świata i dwunasty w 1997. Złoty medalista igrzysk panamerykańskich z 1999 roku. Pierwsze miejsce w Pucharze Świata w 1998; 1999 i 2000 roku. Triumfator Igrzysk Dobrej Wol w 1998 roku.
Zawodnik Philip High School w Philip i University of Iowa. Cztery razy All American (1993-1997), pierwszy w NCAA Division I w 1993, 1994 i 1997. Outstanding Wrestler w 1997 roku.